# Anunnaki
Anunnakiji (također transkribirano kao:"Anuna","Anunnaku","Ananaki" i druge varijante) su bili grupa božanstava u drevnoj Mezopotamiji (npr. u sumerskoj, akadskoj, asirskoj i babilonskoj kulturi). Ime se često pisalo na različite načine poput "da-anuna","da-nuna-ke-ne" ili "da-nuna-na", a u značenju nečega poput "oni koji su s neba sišli na zemlju", ili "onih koji su kraljevske krvi" odnosno "plemeniti potomci". Prema pisanju Oxfordskog priručnika svjetske mitologije (The Oxford Companion to World Mythology), Anunaki "su sumerska božanstva iz stare primordijalne loze; oni su ktonska (praiskonska) božanstva plodnosti koja su bila povezana s podzemljem, gdje su bili postali suci. Ime su preuzeli od sumerskog drevnog nebeskog boga Anua."
Njihova veza s grupom bogova znanih kao Igigi još je nejasna - s vremena na vrijeme imena su korištena kao istoznačnice, ali u mitu o potopu naziva Atra-Hasis Igigi su šesta generacija bogova koji su radili za Anunnakije, pobunivši se nakon 40 dana nakon čega su zamijenjeni stvaranjem čovjeka.
Jeremy Black i Anthony Green nude sasvim drugačiju perspektivu glede Igigija i Anunnakija, pišući da su "Igigiji ili Igigi označavali termin koji je uveden tek tijekom Starog babilonskog perioda kao ime za (deset) "Velikih bogova". Dok je, kasnije, zadržano takvo viđenje Anunnakija, od Srednjo-asirskoga perioda i babilonskih vremena pa nadalje, oni su smatrani skupnim bogovima neba, kao što je termin Anunnaku (Anuna) kasnije korišten kao da je riječ o bogovima podzemlja. U Epu o stvaranju (Enuma Eliš), spominje se da je bilo 300 nebeskih Igigija.
Anunnakiji se pojavljuju u babilonskom mitu stvaranja pod imenom Enuma Eliš. U kasnijoj verziji veličanstvenog Marduka, nakon stvaranja čovječanstva, Marduk dijeli Anunnakije i dodjeljuje im njihove teritorije, 300 na nebu, 300 na zemlji. U znak zahvalnosti, Anunnakiji, "Veliki bogovi", dali su sagraditi raskošnu Esagilu:"Oni su visoko podignuli glavu Esagila izjednačavajući ga s Apsuom. Sagradivši stepenasti toranj tako visoko kao Apsu, oni su u njega smjestili prebivalište Marduka, Enlila, Ea".Zatim su izgradili vlastite oltare.
Anunaki se spominju i u Epu o Gilgamešu u kojem Utnapištim (sumerski Ziusudra, grčki Xisuthros), čiji je epitet bio Atrahasis u značenju "osobito mudar", "udaljen", govori priču o potopu. Sedam sudaca pakla zvali su se Anunaki, koji su zapalili zemlju kako se približavala oluja.
Prema kasnijim asirskim i babilonskim mitovima, Anunnakiji su bili djeca Anua i Ki, brata i sestre božanskog porijekla, a sama djeca Anšar i Kišar (središnjih točaka neba i zemlje, zvjezdanih polova), koji su pak bili djeca Lahamua i Lahmua ("zamućenih","blatnjavih" i tsl.), imena danih čuvarima vratiju hrama Abzu u Eridu, mjesta gdje se prema sumerskoj mitologiji smatralo da se dogodilo Stvaranje. Konačno, Lahamu i Lahmu su bili djeca Tiamat (božice Oceana) i Abzua (boga Svježe Vode).

## Vanjske poveznice
- Who are the Anunnaki?  Arhivirana inačica izvorne stranice od 19. rujna 2012. (Wayback Machine)